# رع

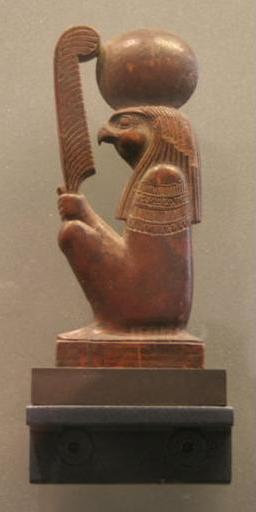
خدای خورشید(رَع)

رَع یا را خدای خورشید یا آفتاب در مصر باستان است. رع به شکل یک انسان با سر شاهین به تصویر کشیده شده است، با تاجی شبیه خورشید بر سرش که یک مار کبرا دور آن پیچیده است. در دودمان پنجم مصر، در سده ۲۵ و ۲۴ (پیش از میلاد)، او به یکی از مهمترین ایزدان در دین مصر باستان تبدیل شده بود، که عمدتاً با خورشید نیمروز شناخته می‌شد. او همواره یکی از شناخته‌شده‌ترین نمادهای مصر باستان بوده و عنخ یا «کلید زندگی» در دستان اوست. رع در تمامی نقاط خلقت جهان شامل آسمان، زمین، و جهان‌زیرین فرمانروایی می‌کرد. مصریان اعتقاد داشتند که او خداوند خالق جهان است. رع چنان برای مصریان مهم بود که فرعون‌ها خود را "پسران رع" می‌نامیدند و بخش عمده‌ای از ثروت پادشاهی را صرف ساخت معابد و اهرام و ابلیسک (هرم سنگ) به افتخار او می‌کردند.
تا دورهٔ سلسلهٔ پنجم مصر در قرن بیست و پنجم و بیست و چهارم ق.م. رع به یکی از خدایان بزرگ مصر باستان تبدیل شد. هویت رع در مراحل آغازین، به وسیلهٔ خورشید ظهر نمود می‌یافت. به باور مصریان، عرصهٔ حکومت رع، آسمان، زمین و جهان زیرین بود. او خدای خورشید، فرمان، شاهان و آسمان به حساب می‌آمد. رع به شکل شاهین به تصویر درمی‌آمد و از این جهت، به لحاظ ظاهر به حوروس، خدای آسمان شباهت داشت. پس از مدتی این دو خدا با یکدیگر ترکیب شده و تحت عنوان خدای «رع-هوراختی» نامیده شدند. معنای این کلمه «رعی که حوروس دو افق است»، می‌باشد. در دورهٔ پادشاهی نوین مصر و در زمان برآمدن خدای آمون، این خدا با رع ترکیب شده و خدای آمون-را پدید آمد.
یکی از تجسدهای رع، گاوی به نام منِویس بود که مرکز آیینی پرستش آن در شهر هلیوپلیس قرار داشت و مزاری که به گاوهای مقدس اختصاص داده شده بود، در شمال این شهر واقع شده بود.
به باور مصریان باستان، همه جنبه‌ها و ابعاد زندگی توسط رع پدید آمده بود. بر اساس برخی از روایات مصری، انسان‌ها از اشک و عرق خدای رع پدید آمده بودند و به همین دلیل مصریان خود را «گاو رع» می‌نامیدند. در نوشته‌ای تحت عنوان «کتاب گاو آسمانی» آمده‌است که مردم علیه رع شورش کردند و رع نیز چشم خود به نام سخمت را برای مجازات آن‌ها فرستاد.

## پدید آمدن رع
از دید مردم شهر هلیوپلیس او خود را به‌وسیلهٔ آب باستانی که از نو «Nun» سرچشمه می‌گرفت آفریده‌است یا چنین می‌پنداشتند که رع از آب‌های آغازین و از درون گلبرگ‌های نیلوفری سر برآورده و هر غروب که به زادگاه خود بازمی‌گردد نیلوفر بسته می‌شود؛ یا که می‌پنداشتند او به شکل یک قفقنوس، بِنو، پر می‌کشد و بر فراز یک ابلیسک یا یک تک ستون فرود می‌آید. او سپس هوا شو و رطوبت تفنوت را آفرید و هم از آنان بود که خدای زمین گب و الههٔ آسمان نوت والدین ست، نفتیس، ازیریس و ایزیس زاده شدند. وی به شکل مردی با سر شاهین نشان داده می‌شود، که عصای سلطنتی را به یک دست و عنخ (نماد زندگی) را به دست دیگرش گرفته‌است. بر فراز سر او، قرص خورشید دیده می‌شود. رع به مدت هزاران سال، بالاترین خدای مصریان باستان بود. در کتاب مردگان، «فرمانروای آسمان، فرمانروای زمین، سازندهٔ مخلوقات، خدای اولاً که در ازل پدید آمد، سازندهٔ جهان، خالق انسان‌ها، سازندهٔ آسمان، خالق نیل، کوه‌ها، مردها و زن‌ها و درندگان و رمه‌ها» دانسته می‌شود. مصریان معتقد بودند که اشک‌های رع به مرد و زن تبدیل شده‌است.

## نماد شناسی

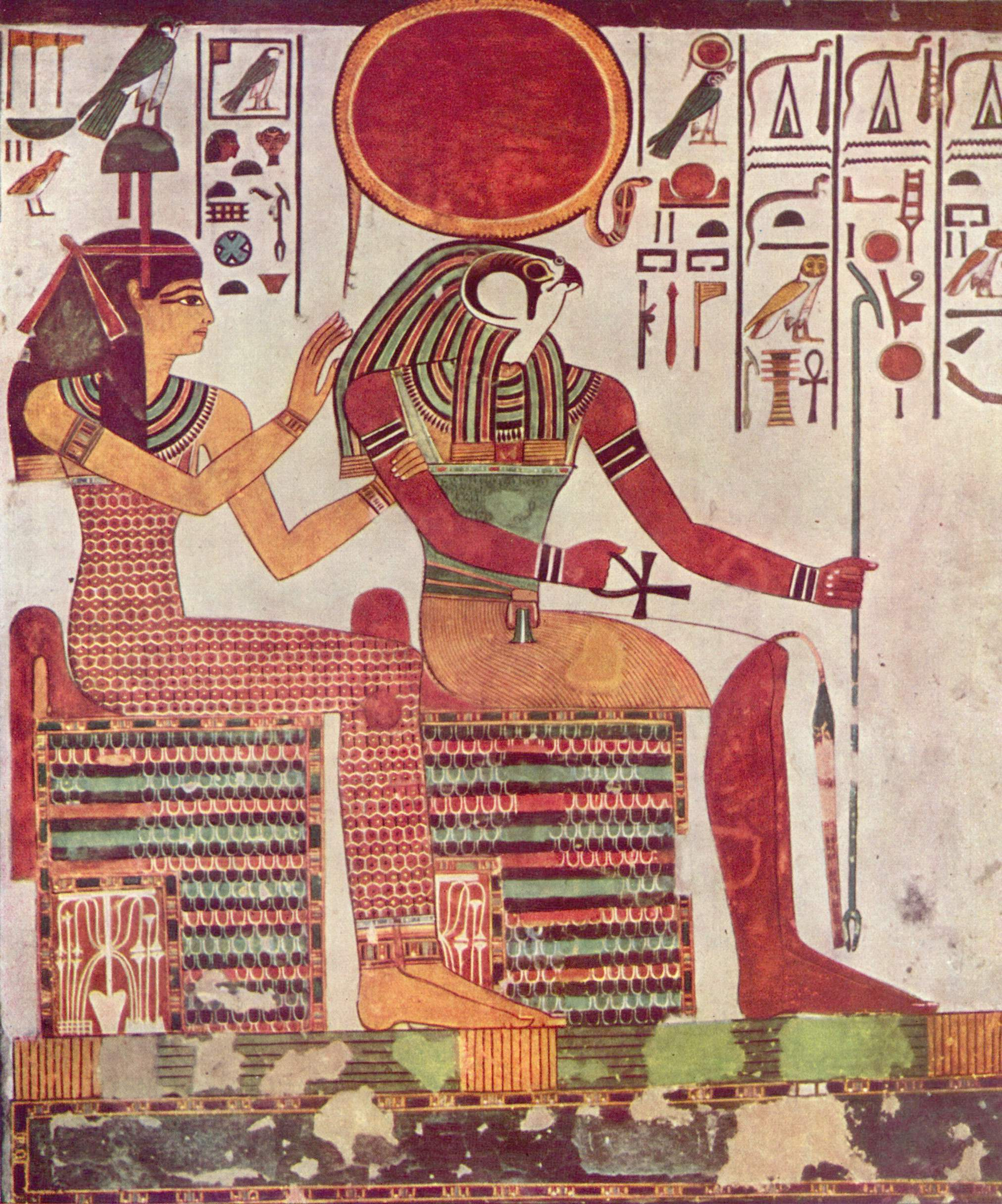
خدای خورشید (رَع)

رع در اشکال متفاوتی به تصویر کشیده می‌شد. معمول‌ترین تصاویر وی، مردی با سر شاهین، با یک دیسک خورشید روی سر بود که ماری دور دیسک خورشید پیچیده بود. از اشکال دیگر رع می‌توان به تصاویر مردی با سر سوسک (با نام و شکل خپری) یا مردی با سر قوچ اشاره کرد. رع همچنین در اشکال یک قوچ کامل، سوسک، ققنوس، ماهیخوار، مار، گاو نر یا گربه نیز به تصویر کشیده شده‌است.
در جهان زیرین، رع را بیشتر با سر قوچ تصویر می‌کردند. در این حالت او را با عنوان «قوچ غرب» می‌نامیدند. در برخی از نوشته‌ها نیز، رع به شکل پادشاه پیری با گوشت طلایی، استخوان‌های نقره ای و موهای لاجورد لاپیس توصیف شده‌است.
| r · a | N5 · Z1 | C2 |

| r · a | N5 · Z1 | C2 |